# Slivník
Slivník (v minulosti Silvaš, maďarsky Szilvásújfalu, předtím Ujfaluba) je obec na Slovensku v okrese Trebišov.

## Symboly obce
Podle heraldického rejstříku má obec tyto symboly přijaty 31. října 2003. Na znaku je přírodní ovocnářský motiv a zároveň i mluvící symbol podle otisku pečetidla z roku 1786.

### Znak
Ve stříbrném štítě modrá švestka na krátké zelené větvičce se dvěma zelenými skloněnými listy.

### Vlajka
Vlajka má podobu šesti podélných pruhů bílého, modrého, zeleného, bílého, modrého, zeleného. Vlajka má poměr stran 2:3 a ukončena je třemi cípy, tj. dvěma zástřihy, sahajícími do třetiny jejího listu.